# الفوسفات في الأردن
تم اكتشاف الفوسفات في منطقة الرصيفة أثناء تمديد سكة الحديد المارة في الأردن (الخط الحجازي الأردني) عام 1906. وفي عام 1936 شُكلت أول شركة لاستخراج خامات الفوسفات برأس مال قدرة مليون دينار أردني.

## منجم الرصيفة
وهو أقدم مناجم الفوسفات في الأردن، يقع على بعد 12 كم شمال شرق عمان. بدأت شركة مناجم الفوسفات الأردنية العمل به عام 1953 واستمر استخراج الفوسفات منه حتى تم صدور قرار بإيقاف التعدين فيه عام 1985، مراعاة للبيئة الاجتماعية والكثافة السكانية في المناطق القريبة.

## منجم الحسا
تم تأسيسه عام 1962 بطاقة إنتاجية تقارب نصف مليون طن سنوياً. ينتج منجم الحسا نوعين من الفوسفات:
- النوعية العادية التي تحتوي على (70/72، 68/70، 67/65) % ثلاثي فوسفات الكالسيوم، وهذه النوعية يتم تعدينها وتجفيفها فقط، ومن ثم شحنها للتصدير.
- النوعية الثانية والتي تحتوي على (68/66) % من ثلاثي فوسفات الكالسيوم (TCP) وهذه يتم إرسالها إلى أجهزة رفع النسبة لتحسين نوعية الفوسفات فيها بالغسيل لترتفع نسبة ثلاثي فوسفات الكالسيوم بعد الغسيل لتصل هذه النسبة إلى (75/73)%.

## منجم الشيدية
يقع على بعد 125 كم شمال شرق العقبة وعلى بعد 50كم جنوب شرق مدينة معان ضمن مساحة تقدرب 315 كم مربع. وتبلغ طاقته الإنتاجية ما يقارب خمسة ملايين طن في السنة. ويتكون من عدة طبقات؛ فهناك  A0 التي تكون نسبة الفوسفات فيها (40/50% TCP) وهناك ثلاث طبقات A1 ،A2 ،A3، معدل نسبة الفوسفات فيها (Tris Calcium Phosphate- TCP)
لكون المنطقة غنية بالفوسفات، قامت شركة مناجم الفوسفات بإجراء دراسة تفصيلية للشيدية خلال الفترة (1975-1979). واستمرت الدراسات والحفريات حسب التسلسل الزمني الاتي:
- 1977-1987: تم حفر 173 بئراً يدويا بقطر 1.25م، لأغراض المزيد من التحقق ومتابعة امتداد الخامات.
- 1987-2002: تم حفر ما مجموعه 4200 بئر ضمن شبكات حفر (50*30) و (100*60) م، في المنجمين الأول والثاني لأغراض مراقبة النوعية. كما تم حفر 200 بئراً بشبكة (400*400) في الجزء الأعلى من الجزء الأعلى من المنجم الثاني، لأغراض التحقق من تموضعات وامتداد الخامات. وتم أيضاً إضافة 55 بئراً يدوي بقطر 1.25م.
- 1997-2002: تم حفر ما مجموعه 2600 بئراً في منطقة الخام العلوي بالإضافة إلى 6 خنادق تجريبية
- 2002-2004: تم حفر ما مجموعه 2000 بئراً في منطقة الخام العلوي، خام الطريق، والمنجم الأول، لأغراض مراقبة النوعية.

تصنف خامات الشيدية ضمن الطبقات الآتية:
- طبقة A1 ويتم تعدين مستوياتها الثلاثة (D ، C ، B) حيث تحتاج إلى عمليات غسيل ورفع نسبة.
- طبقة A2 وهي عبارة عن فوسفات ذو نسبة عالية من ثلاثي فوسفات الكالسيوم لا يحتاج لأكثر من عملية الكربلة.
- طبقة A3 وهي عبارة عن فوسفات رملي (Sandy phosphate) ورمل فوسفاتي (Phosphate sand) يتم تعدين الأجزاء الناعمة منه وتترك الأجزاء المتصلبة في موقعها وتخضع هذه النوعية لعمليات غسيل وتعويم. وفي منطقة الخام العلوي تصنف الخامات ضمن الطبقات التالية:
  - S1 - تحتاج إلى عمليات غسيل ورفع نسبة.
  - S2 -وهي عبارة عن فوسفات يحتوي على نسبة عالية من ثلاثي فوسفات الكالسيوم، لا يحتاج لأكثر من عملية الكربلة.

## منجم الوادي الأبيض
يقع على بعد 115 كم جنوب العاصمة عمان وعلى مسافة 2 كم من الطريق الصحراوي ضمن محافظة الكرك. ويعمل فيه حوالي 422 موظفاً موزعين على الأقسام الإدارية والفنية. بدأ الإنتاج في المنجم عام 1978-1979، ويتواجد الفوسفات على شكل عدسات تم تكوينه في العصر الطباشيري المتأخر. ويعتبر الفوسفات في منطقة الوادي الأبيض امتداداً لخامات الفوسفات المتواجدة بالحسا. ويتواجد على مستويين جيولوجيين:
- العلوي وسمك الطبقة تتراوح بين (4 - 5.5) متراً.
- المستوى السفلي وسمك الطبقة تتراوح بين (1- 9) امتار.

معظم خامات مناطق الوادي الأبيض تقع في المستوى الجيولوجي العلوي، وقد بدأ التنقيب عن خام الفوسفات في منطقة الوادي الأبيض في بداية الستينات بواسطة شركة بارسونز الأمريكية التي قامت بعمليات الحفر والتنقيب التي تم خلالها اكتشاف عدة خامات تم تأكيدها في منطقة الوادي الأبيض.

## اقرأ أيضاً
- الموارد الطبيعية في الأردن
- الفوسفات
- اقتصاد الأردن